# Нобуюки Абе
Нобуюки Абе (阿部信行) е японски генерал, генерал-губернатор на Корея и 36-и министър-председател на Япония.

## Ранни години
Нобуюки Абе е роден в град Канадзава (префектура Ишикава) в семейство със самурайски корени. Има по-малък брат – адмирал Шигейоши Иноуе. Получава началното си образование в токийското училище „Хибия“, след което постъпва в Четвърта гимназия в столицата.

## Кариера в армията
По време на студентството си Абе, се включва като доброволец в Първата китайско-японска война, а след края ѝ се дипломира от Императорската армейска академия. Впоследствие учи в 19-ия клас на Армейския военен колеж, където негов съученик е крайният националист генерал Садао Араки. В 1918-1921 г. Абе командва Трети полеви артилерийски полк, с който през август 1918 г. е изпратен в Сибир по време на японската интервенция срещу Съветска Русия, но частта му не влиза в бой. На 22 декември 1930 г. Абе е назначен за командир на Четвърта пехотна дивизия. По-късно служи като инструктор в Армейския военен колеж и началник на Бюрото по военни въпроси и зам.-министър на армията. През 1933 г. Абе е повишен в чин генерал и става командващ Тайванската армия, а в 1936 г. преминава в резерва.

## Министър-председател
След падането на правителството на Киичиро Хиранума, Абе не е най-очевидният избор за негов наследник, тъй като Фумимаро Коное и Коки Хирота са доста по-влиятелни и опитни политици. Армията и крайните националисти подкрепят твърдо генерал Угаки Кадзушиге. След като един от генро Киммочи Сайонджи обявява, че няма да подкрепи нито един от кандидатите, армията получава възможност да действа самостоятелно, но кандидатът ѝ Угаки обаче се разболява и постъпва в болница и така временният министър на войната генерал Нобуюки Абе се оказва компромисната фигура за премиерския пост, тъй като не участва в нито една от армейските фракции – Тосейха и Кодоха, и е подкрепен от относително умерения военноморски флот. От друга страна той е презиран от много висши армейски офицери за тоталната си липса на какъвто и да е опит на бойното поле. Независимо от това Абе става министър-председател на 30 август 1939 г. и поема също така поста министър на външните работи. През краткото си четиримесечно управление той се опитва да сложи бързо край на Втората китайско-японска война, и да поддържа японския неутралитет в назряващия европейски конфликт. Противопоставя се и на усилията от страна на някои радикално настроени елементи в армията да формират съюз с нацистка Германия и фашистка Италия. Липсата на подкрепа от армията и политическите партии обаче довеждат в крайна сметка до смяната на Абе през януари 1940 г. от адмирал Мицумаса Йонаи.

## Служба в администрацията
Три месеца след отстраняването му от премиерския пост, армията изпраща Абе като специален пратеник в Китай, който трябва да съветва прояпонския Режим на Уан Дзинуей в Нанкин, и да преговаря за договор, даващ на Токио икономически и военни права в Северен Китай. След завръщането си в Япония през 1942 г. Абе става член на Камарата на лордовете, и заема до голяма степен церемониалния пост на президент на Политическата асоциацията за подкрепа на императорското управление. Назначен е за последен генерал-губернатор на Корея през 1944 – 1945 г. След края на Втората световна война е отстранен от всички заемани постове и арестуван от окупационните власти. Срещу него обаче не са повдигнати обвинения и скоро след ареста си е освободен.